# Oyem
Oyem je město v severním Gabonu, které je správním centrem provincie Woleu-Ntem. Žije v něm přibližně 61 tisíc obyvatel. Většinu obyvatel tvoří Fangové. Město leží v nadmořské výšce 900 metrů a protéká jím řeka Ntem.

## Hospodářství
Díky blízkosti hranic s Kamerunem a Rovníkovou Guineou je město střediskem mezinárodního obchodu. Hlavními vývozními artikly jsou kávovník, kakaovník, brambory a kaučuk.

## Sport
V Oyemu se narodil fotbalista pražské Sparty Guélor Kanga. Na místním fotbalovém stadionu se hrálo sedm zápasů Afrického poháru národů 2017.

## Partnerská města
- Clermont-Ferrand (Francie)